# Alibi – Ihr kleines schmutziges Geheimnis ist bei uns sicher
Alibi – Ihr kleines schmutziges Geheimnis ist bei uns sicher (The Alibi) ist eine Filmkomödie von Matt Checkowski und Kurt Mattila aus dem Jahr 2006.

## Handlung
Ray Elliott, ein einstiger Betrüger, gründet eine Firma, die reichen Kunden maßgeschneiderte Alibis verschafft. Diese werden meistens zum Verschleiern ihrer Seitensprünge genutzt.
Da sich Ray aus dem aktiven Kundengeschäft zurückziehen möchte, um mehr Zeit für das Management seiner Firma zu haben, sucht er nach personeller Verstärkung. Nach einem gemeinsamen Mittagessen stellt er Lola, die bislang für die Bewertung von Finanzrisiken bezahlt wurde, als neue Mitarbeiterin ein.
Lolas erster Einsatz führt sie zu ihrem Kunden Bob Hatch, der seine Frau Judith in einem exklusiven Hotel mit einer jungen Dame betrogen hat, von Lola jedoch aus der Affäre gezogen wird. Daraufhin spricht Bob mit Ray, dass zukünftig auch sein Sohn Wendell zu den Klienten zählen wird, die Rays Alibis in Anspruch nehmen.
Wendell Hatch steht kurz vor der Hochzeit mit seiner Freundin Sandy. Jedoch plant er, ein Wochenende mit seiner Geliebten in einem Bed-and-Breakfast-Hotel in Santa Barbara zu verbringen. Um dies vor seiner Freundin zu verheimlichen, benötigt er die Dienste von Ray, welcher kurzerhand das benötigte Alibi konstruiert. Dieses sieht vor, dass Ray und Wendell für die Dauer des Wochenendes die Identitäten tauschen. Während Ray sich, als Wendell Hatch ausgebend, auf einem Börsenmaklerkongress in San Francisco aufhält, begibt sich Wendell mit einem auf den Namen Ray Elliott ausgestellten Ausweis auf den Weg nach Santa Barbara. In ihrem Hotelzimmer kommt es zum Geschlechtsverkehr zwischen Wendell und seiner Geliebten. Diese bevorzugt sadomasochistische Sexpraktiken, wird von Wendell jedoch versehentlich mit seinem Gürtel erdrosselt.
Die Indizien deuten auf Elliott als Täter hin, der zuerst wechselnde Ausreden erfindet, um seinen Klienten zu schützen. Dadurch rückt er immer weiter in den Fokus der Ermittler. Gleichzeitig wird Ray Elliott von einem Auftragskiller, der unter dem Namen „Der Mormone“ bekannt ist, mit seinem Wissen um den vertuschten Mord an Wendells Geliebten erpresst, damit Ray Elliott auch dem Mormonen ein Alibi für einen Mord verschafft. Ray Elliott lehnt das Angebot ab, nicht zuletzt, weil es sich bei dem potentiellen Opfer um seinen ehemaligen Partner aus Zeiten als Trickbetrüger handelt. Der Mormone lässt es jedoch nicht zu, dass Ray Elliott das Angebot ausschlägt, und stellt ihm eine langjährige Haftstrafe wegen Beihilfe zum Mord in Aussicht.
Letztlich ergreifen Ray Elliott und seine Mitarbeiterin Lola Davis die Flucht. Sie werden von der Polizei, von Auftragsmördern und vom früheren Freund der getöteten Frau verfolgt. Als ehemaligem Trickbetrüger gelingt es Ray Elliott, sämtliche Beteiligten in ein Hotel zu locken. Dort inszeniert er seinen eigenen Tod, während sein ehemaliger Partner das Geld von Bob Hatch, das dieser Ray Elliott in Aussicht gestellt hat, um seinen Sohn aus dem Mordfall herauszuhalten, an sich nehmen kann. Wendell wird von einem Mann, der ihn am Wochenende des Mordfalls gesehen hat, wiedererkannt und von der Polizei festgenommen.
Die reiche Judith Hatch kommt hinter die Affären ihres Mannes Bob. Ray Elliott und Lola Davis werden ein Paar.

## Hintergrund
Der Film wurde in Los Angeles gedreht. Die Dreharbeiten begannen am 1. Juli 2004. Der Film feierte seine Premiere am 12. Januar 2006 in Südkorea. In den USA wurde er am 17. Juni 2006 beim CineVegas International Film Festival gezeigt. In den Kinos in Deutschland war ab dem 22. Juni 2006 zu sehen, in Österreich einen Tag später. In den US-amerikanischen Kinos lief er ab dem 17. November 2006. Am 24. Juni 2007 wurde der Film in Frankreich beim Cognac Film Festival vorgeführt. An den deutschen Kinokassen wurden rund 19.700 Zuschauer gezählt und umgerechnet über 135.000 US-Dollar eingenommen.

## Kritik
Josh Bell von Las Vegas Weekly schrieb, der Film sei „nicht aufregend“ und „mittelmäßig“. Selbst der charismatische Star Steve Coogan würde „farblos“ spielen.
Erik Childress lobte auf efilmcritic.com Steve Coogan, Rebecca Romijn und Sam Elliott.
Kevin Thomas schrieb in der Los Angeles Times vom 17. November 2006, die Filmautoren würden mehr Komplikationen vorsehen als sie und die Darsteller – darunter „überraschend viele“ mit großen Namen – handhaben können. Die Schauspieler würden mit einer „angenehmen Routine“ agieren.
Das Lexikon des internationalen Films sah einige gelungene Szenen, ansonsten viel Hektik und eine verwirrende Anzahl von Figuren. Der Film konnte beim Kritiker keinen bleibenden Eindruck hinterlassen.

## Soundtrack
Für die Filmmusik war Alexandre Desplat zuständig.
Im Film sind folgende Titel zu hören:
- „Belle nuit, o nuit d’amour“ – Jacques Offenbach
- „Santa Maria (Del Buen Ayre)“ – Gotan Project
- „You were so beautiful“ – Rio Jeno
- „Stinging Sitars XO“ – Anjali Bhatia
- „Sway“ – Dean Martin